# Pablo Horvat
Pablo Horvat (en croata: Pavao Horvat; en húngaro: Pál Horváti) fue un noble húngaro y croata y el 28º obispo de Zagreb entre 1379 y 1386.
Pablo era hermano de Ladislao y Juan Horvat, y sobrino de Juan de Palisna. Pablo, que sucedió al cardenal Demetrio en 1379, contaba con la confianza del rey Luis I de Hungría. El rey murió en 1382, mientras el obispo se encontraba de peregrinación en Jerusalén. Su hija mayor sobreviviente, la reina María, fue coronada su sucesora. Horvati se unió a la oposición a la reina María, que era menor de edad, y a su madre, la viuda de Luis, Isabel de Bosnia, que gobernaba en su nombre como regente. Invitó al rey Carlos III de Nápoles, el pariente más cercano de Luis, a venir a Hungría y reclamar la corona. Carlos logró asumir la corona húngara a fines de 1386, pero la reina Isabel pronto lo hizo asesinar.
Después de la muerte de Carlos, Pablo concedió refugio en Zagreb a Juan y Ladislao, junto con otros nobles rebeldes de Croacia. Pablo empeñó propiedades de la iglesia con el fin de reunir dinero para un ejército contra Isabel.
En 1386, los hermanos y el tío del obispo capturaron a las reinas en Gorjani y las encarcelaron. Isabel fue estrangulada por orden del tío del obispo, mientras que María fue finalmente liberada por su marido, Segismundo de Luxemburgo, que había sido recientemente coronado rey de Hungría. El rey Tvrtko I de Bosnia, primo hermano de Isabel, era aliado de los Horvat y los nombró gobernadores de Usora. Sin embargo, en 1394, tras la muerte de Tvrtko, Juan Horvat fue capturado y ejecutado por orden de la reina María y el rey Segismundo. Se desconoce lo que le ocurrió a Pablo; es posible que lo ejecutaran junto con su hermano en agosto de 1394, pero también es posible que huyera a Apulia y sirviera como consejero del hijo y sucesor de Carlos, el rey Ladislao de Nápoles.